# David Lagneholm
Jens David Lagneholm, född 28 november 1974, är en svensk förvaltningschef och VD.

## Utbildning och yrkesliv
David Lagneholm har en civilingenjörsutbildning från Kungliga Tekniska högskolan i Stockholm. Han har även studerat vid Grenoble INP i Grenoble i Frankrike.
Lagneholm har haft flera chefsbefattningar hos SAS, där han arbetade under sex års tid. Därefter arbetade han i sju år för MTR Nordic, bland annat som säkerhetsdirektör på koncernnivå samt trafikdirektör med ansvar för trafikproduktionen i Stockholms tunnelbana.
År 2020 lämnade Lagneholm MTR för att ta över efter Sara Catoni som förvaltningschef på Trafikförvaltningen i Region Stockholm. I samband med detta blev han även VD för SL och Waxholmsbolaget. I december 2020 blev Lagneholm styrelseledamot för Samtrafiken.

## Kritik
Lagneholms bakgrund hos MTR har lyfts fram som problematisk. Finansregionrådet Aida Hadzialic ville få till en granskning av jäv i december 2021 efter beslut om att SL skulle ge MTR en bonus på 24 miljoner kronor. Att Trafikförvaltningen, där Lagneholm är chef, fattat beslut om MTR som utförare av kollektivtrafik har också uppmärksammats. Lagneholm har svarat på kritiken med att han redan från första dagen insett att kopplingen var känslig men framhäver att han därför, under de första sex månaderna, inte deltog i beslut avseende affärerna med MTR.